# The 2nd
The 2nd – drugi album niemieckiej grupy Scream Silence, wydany w 2001 roku.

## Lista utworów
1. „Suppressed Again” – 6:12
2. „Forgotten Days” – 4:26
3. „Lost Love” – 4:02
4. „New Life” – 4:54
5. „Satellite” – 5:04
6. „Transient” – 5:45
7. „Strange Wings” – 3:25
8. „Hurt Me” – 3:53
9. „Greed for Love” – 4:00
10. „Diary” – 7:37